# Amadeo I de España
Amadeo I de España, llamado «el Rey Caballero» o «el Electo» (Turín, 30 de mayo de 1845-Turín, 18 de enero de 1890), fue rey de España desde el 2 de enero de 1871 hasta el 11 de febrero de 1873. 
Fue, además, el primer duque de Aosta y cabeza de la rama Saboya-Aosta.[cita requerida]
Fue elegido rey de España por las Cortes Generales en 1870 tras el destronamiento de Isabel II en 1868. Su reinado en España, de poco más de dos años de duración, estuvo marcado por la inestabilidad política. Los seis gabinetes que se sucedieron durante este período no fueron capaces de solucionar la crisis, agravada por el conflicto independentista en Cuba, que había comenzado en 1868, y una nueva guerra carlista, iniciada en 1872. Su abdicación y su regreso a Italia en 1873 condujeron a la declaración de la Primera República Española.

## Biografía

### Juventud

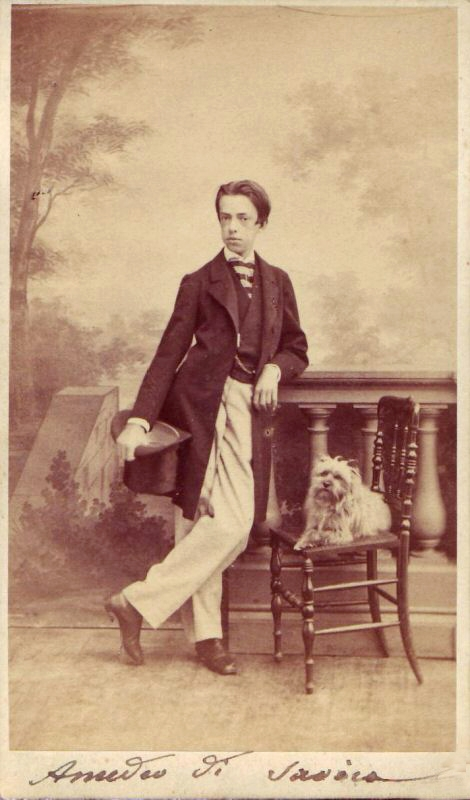
Amadeo de Saboya, primer duque de Aosta, en su juventud, hacia 1860-65

Amadeo era el tercer hijo de Víctor Manuel II de Saboya, último rey de Cerdeña (1849-1861) y primer rey de Italia (1861-1878), y de la archiduquesa María Adelaida de Habsburgo-Lorena (bisnieta de Carlos III de España, por ende tatarabuelo de Amadeo). Su hermano Humberto llegaría a ser el rey Humberto I de Italia. En su nacimiento obtuvo el título de duque de Aosta con el que inauguró una dinastía que continúa hasta nuestros días.
Ingresó en el ejército con el grado de capitán en 1859 y participó en la tercera guerra de independencia italiana (1866) como general de división, liderando una brigada hasta Monte Croce en la batalla de Custoza, donde fue herido y por la que obtuvo la medalla de oro al valor militar.

### Primer matrimonio

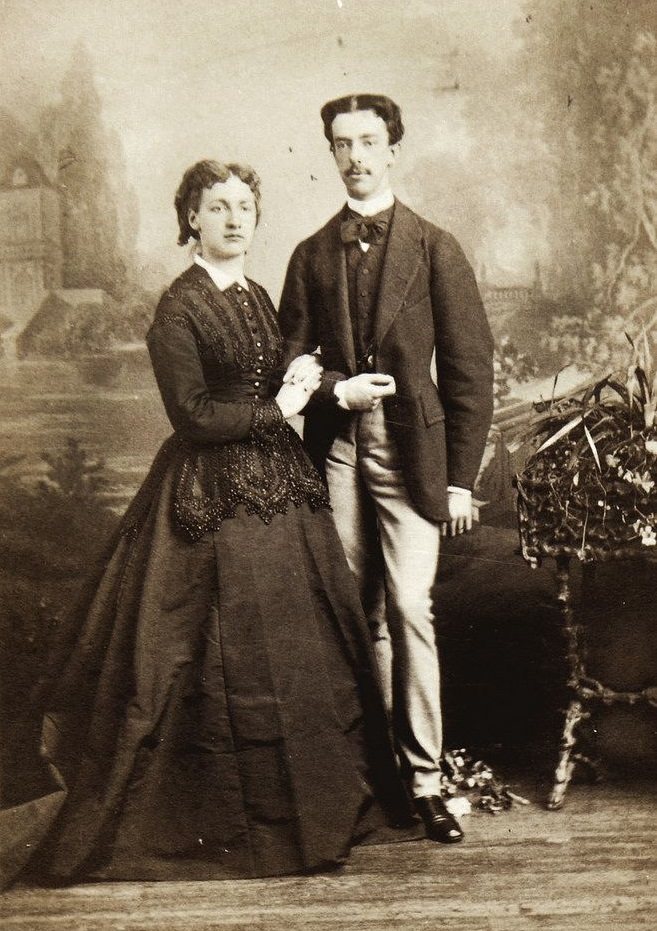
Amadeo de Saboya y su esposa, María Victoria dal Pozzo della Cisterna, entre 1868 y 1870.

En 1867 Víctor Manuel II de Saboya cedió a las súplicas del diputado Francesco Cassins y, el 30 de mayo del mismo año, Amadeo se casó en Turín con la noble piamontesa María Victoria dal Pozzo della Cisterna, VI princesa de La Cisterna y de Belriguardo. El rey inicialmente se había mostrado en contra de esta unión, ya que, a pesar de ser de rango principesco, la familia era todavía demasiado baja para aspirar a estar relacionada con los Saboya. Además, para su tercer hijo Víctor Manuel II había planeado un matrimonio con alguna princesa extranjera, quizás alemana, con el fin de estrechar los lazos políticos y diplomáticos con otros estados, pero al final decidió cumplir con lo que era el deseo de Amadeo de casarse con la mujer a la que amaba. El día de la boda del príncipe Amadeo y doña María Victoria se vio empañado por la muerte de un jefe de estación que fue aplastado bajo las ruedas del tren de la luna de miel.
Además del valor emocional, lo que finalmente convenció a Víctor Manuel II fue el rico patrimonio que la joven princesa trajo como dote y algunos de sus lazos familiares que, en pequeña medida, podrían beneficiar a la recién unida Italia: la madre de María Victoria, Luisa de Mérode-Westerloo, era la hermana menor de Antonieta de Mérode-Westerloo, esposa del príncipe Carlos III de Mónaco.
Lo que Víctor Manuel II no pudo prever, o tal vez intentó ocultar, fue sin embargo que su hijo Amadeo era un amante incurable, hasta el punto de que en marzo de 1870 la duquesa de Aosta apeló por escrito al rey para exponer sus quejas sobre las infidelidades matrimoniales de su esposo, que le causaban dolor y vergüenza en los círculos de sociedad. El rey, en respuesta, le escribió que, aunque comprendía sus sentimientos, no estaba en condiciones de juzgar el comportamiento de su marido y que sus celos eran indignos de una duquesa de la Casa de Saboya.

### Candidato al trono de España
En 1868 Víctor Manuel II comenzó a preocuparse activamente por garantizar el trono vacante en la sucesión española, que terminó en 1870 para un miembro de la Casa de Saboya.
Fernando VII de Borbón había muerto en 1833 sin herederos varones y, anticipándose a ello, había abolido la Ley sálica en 1830 a favor de su hija recién nacida Isabel II. La sucesión fue impugnada por Carlos de Borbón, hermano del difunto monarca, y por los carlistas conservadores, partidarios de la sucesión según la ley sálica tradicional desde la llegada de los Borbones en 1700.
La Revolución de 1868 depuso a Isabel y se dio lugar a un gobierno provisional presidido por Francisco Serrano, y del que también formaban parte los otros generales sublevados. El nuevo gobierno convocó Cortes Constituyentes, las cuales, con una amplia mayoría monárquica, proclamaron la Constitución de 1869, que establecía como forma de gobierno una monarquía constitucional. Una dificultad inherente al cambio de régimen fue encontrar un rey que aceptase el cargo, ya que España en esos tiempos era un país que había sido llevado al empobrecimiento y a un estado convulso, y se buscaba un candidato que encajara en la forma constitucional de monarquía.
Finalmente encontraron a su monarca en la persona del duque de Aosta, Amadeo de Saboya, hijo del rey de Italia, que lo reunía todo para el cargo: procedente de una antigua dinastía (vinculada con la española), progresista y bautizado católico aunque, según algunas fuentes, masón, alcanzando el grado 33 del Rito Escocés Antiguo y Aceptado. Respecto a esto, el escritor republicano Miguel Morayta y Sagrario (1834-1917) advertía de la falsedad del documento recibido en nombre de la masonería italiana, por las logias de Madrid, en que  se indicaba la condición de masón de Amadeo de Saboya. Morayta aseguraba tratarse de una falsificación elaborada en el mismo Madrid por algún miembro del Gran Oriente de España, coincidiendo con la campaña amadeísta. Por otra parte, las últimas investigaciones llevadas a cabo por Alvarado Planas y reunidas en su publicación Masones en la nobleza de España (2016) señalan que, pese a lo sostenido, Amadeo no fue masón.
En 1869 Víctor Manuel II nombró entonces a un nuevo embajador en la persona de su leal general y senador Enrico Cialdini, el cual conocía bien España. En la práctica actuó como representante personal del rey, que se había adjudicado todo el expediente de las relaciones con España.

### Rey de España (1871-1873)

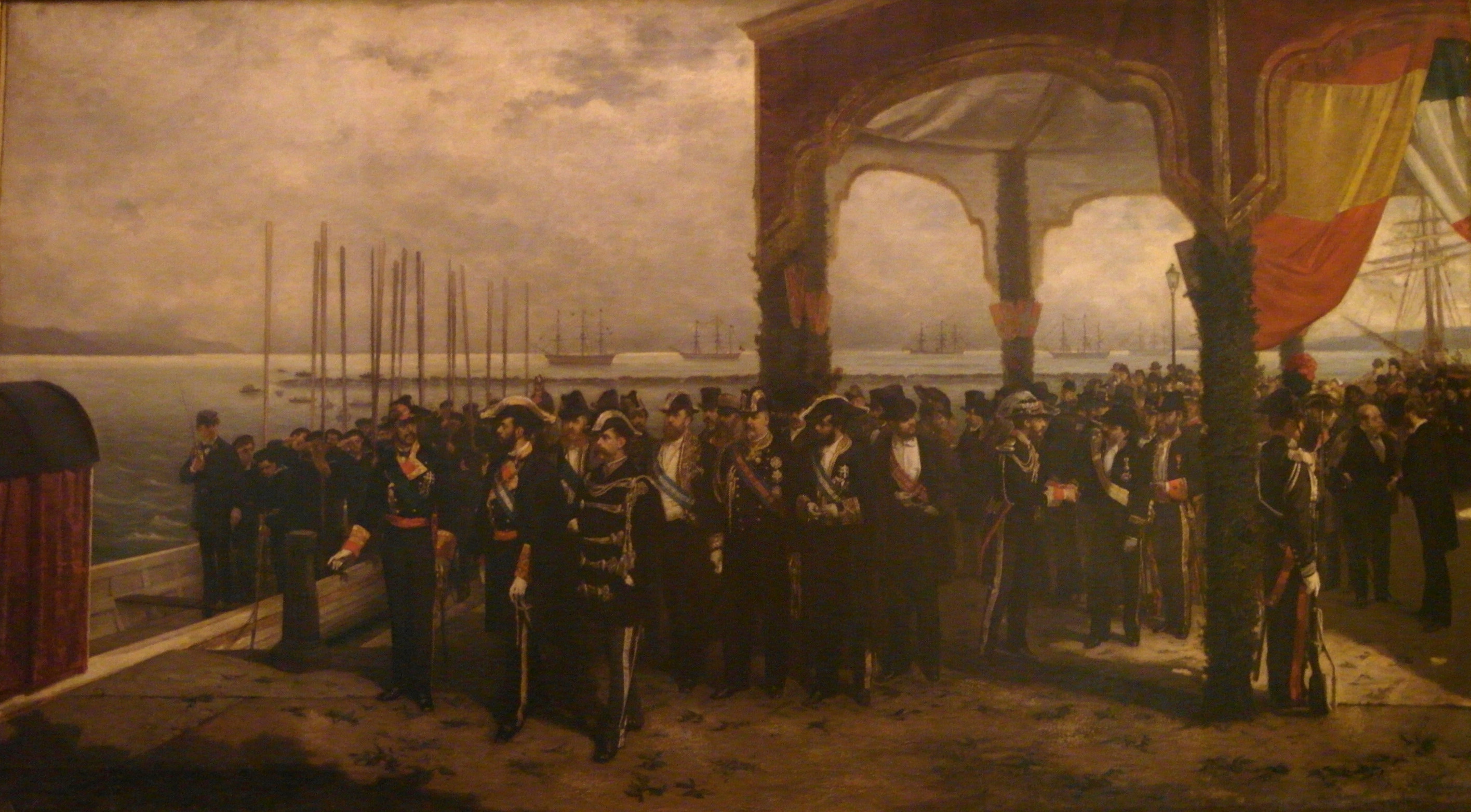
Embarque del rey Amadeo en el puerto de La Spezia, Italia en 1870, obra de Luis Álvarez Catalá. En la carpa que aparece a la derecha, pueden observarse tanto las banderas como los escudos de los reinos de España e Italia.

Fue Amadeo el primer rey de España elegido en un Parlamento, lo que para los monárquicos de siempre suponía una grave afrenta. El 16 de noviembre de 1870 votaron los diputados: 191 a favor de Amadeo de Saboya, 60 por la República federal, 27 por el duque de Montpensier, 8 por el general Espartero, 2 por la República unitaria, 2 por Alfonso de Borbón, 1 por una República indefinida y 1 por la duquesa de Montpensier, la infanta María Luisa Fernanda, hermana de Isabel II; hubo 19 papeletas en blanco. De este modo el presidente de las Cortes, Manuel Ruiz Zorrilla, declaró: «Queda elegido rey de los españoles el señor duque de Aosta».

Escudo de España (1871-1873) con el escusón de la Casa de Saboya.

Contó con el sistemático rechazo de carlistas y republicanos, cada uno por razones inherentes a sus intereses; pero también de la aristocracia borbónica, que lo veía como un extranjero advenedizo, de la Iglesia, por apoyar las desamortizaciones y por ser el hijo del monarca que había clausurado los Estados Pontificios; y también del pueblo, por su escaso don de gentes y dificultad para aprender el idioma español.
Inmediatamente, una comisión parlamentaria se dirigió a Florencia para dar parte al duque; el 4 de diciembre acepta oficialmente esta elección, embarcando poco después rumbo a España desde el puerto de La Spezia. Mientras Amadeo I viajaba a Madrid para tomar posesión de su cargo, el general Juan Prim, su principal valedor, murió el 30 de diciembre por las heridas sufridas en un atentado tres días antes en la calle del Turco en Madrid.

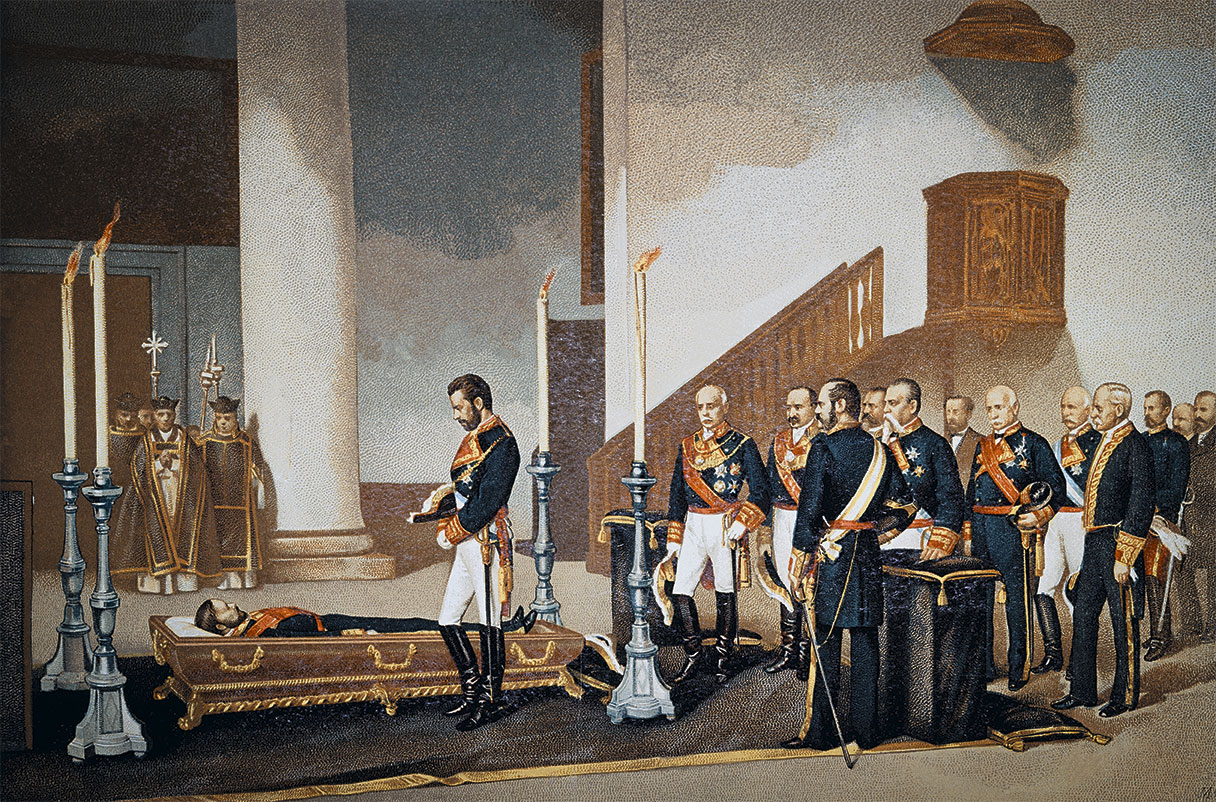
El rey Amadeo visitando el cadáver del general Prim. Litografía de M. Gómez a partir de un cuadro en paradero ignorado de Antonio Gisbert, c. 1875.

Amadeo desembarcó en Cartagena el 30 de diciembre, para llegar a Madrid el 2 de enero de 1871. Allí se dirigió a la basílica de Nuestra Señora de Atocha para rezar ante el cadáver de Prim. Tras este amargo trago se trasladó a las Cortes, donde realizó el preceptivo juramento: «Acepto la Constitución y juro guardar y hacer guardar las Leyes del Reino», terminando el acto con la solemne declaración por parte del presidente de las Cortes: «Las Cortes han presenciado y oído la aceptación y juramento que el Rey acaba de prestar a la Constitución de la Nación española y a las leyes. Queda proclamado Rey de España don Amadeo I».
La llegada de Amadeo al poder lo único que consiguió fue unir a toda la oposición, desde republicanos a carlistas. Como ejemplo de ello baste reproducir unas líneas del discurso ante las primeras Cortes de la nueva monarquía del líder republicano Emilio Castelar:

Visto el estado de la opinión, Vuestra Majestad debe irse, como seguramente se hubiera ido Leopoldo de Bélgica (sic, por Leopoldo de Hohenzollern-Sigmaringen), no sea que tenga un fin parecido al de Maximiliano I de México...

Amadeo tuvo grandes dificultades debido a la inestabilidad política española. La coalición de gobierno que había levantado Juan Prim se había fraccionado tras su muerte. La Unión Liberal, salvo Francisco Serrano y un pequeño sector, abrazó la aún expectante causa borbónica. Los progresistas se habían escindido en radicales, dirigidos por Ruiz Zorrilla, y constitucionalistas, encabezados por Sagasta. Hubo seis gobiernos en los poco más de dos años que duró su reinado, creciendo cada vez más la abstención.

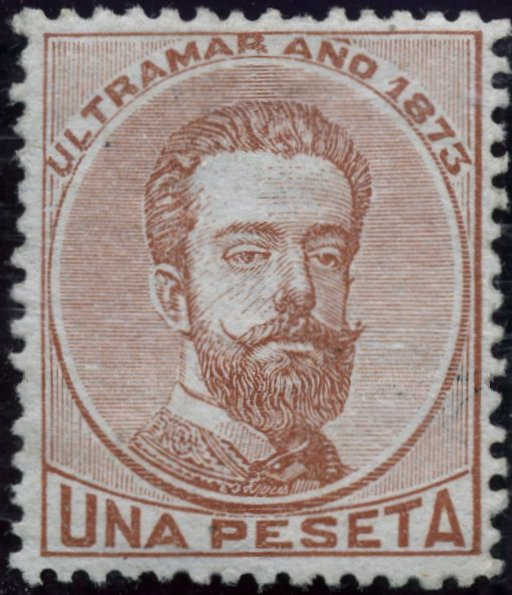
Sello de correos de Cuba. 1873
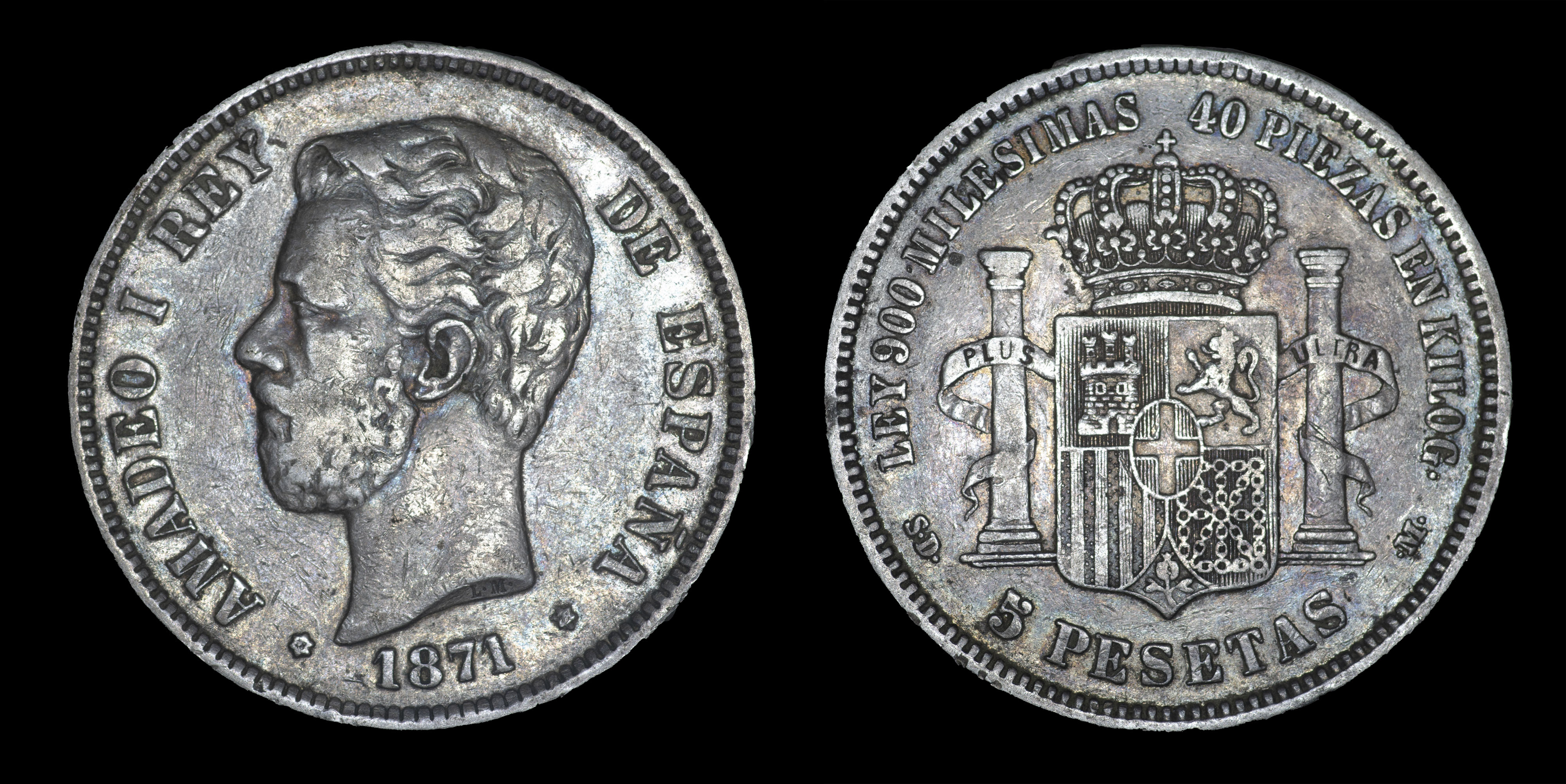
Moneda de 5 pesetas

#### Intento de asesinato (1872)
Eran las once y media de la noche del 18 de julio cuando Amadeo I y María Victoria dal Pozzo se disponían a regresar al Palacio Real después de una de sus frecuentes salidas por las calles del Madrid decimonónico. En esta ocasión regresaban de dar un paseo por los Jardines del Buen Retiro junto con el brigadier Burgos, que los acompañaba en el mismo carruaje. Ese mismo día los reyes ya fueron advertidos de la noticia que indicaba que se iban a cometer atentados contra ellos en las calles de Madrid, pero el rey, haciendo oídos sordos a las indicaciones, dijo:

Si tuviese que hacer caso a todas las amenazas, no podría salir y ya me habrían matado al menos una docena de veces. No quiero que el pueblo diga que el rey se encierra en su palacio porque tiene miedo.

El inspector Joaquín Martí, que estaba al caso de las noticias sobre el atentado, fue el encargado de organizar las medidas a llevar a cabo para evitar el ataque. Es así como dispuso a agentes del cuerpo de orden público vestidos de paisano en todo el trayecto que iba desde el Palacio Real hasta los Jardines del Buen Retiro, además de una taberna ubicada en la Plaza Mayor. Fue de esa misma taberna desde donde se vio salir a un grupo formado por una veintena de hombres, que al llegar a la calle del Arenal se disolvieron en grupos de tres y cuatro personas, repartiéndose entre la plaza de Oriente, la escalinata de la plaza Prim, el café de Levante, la iglesia de San Ginés y el cruce entre la calle Arenal y la Puerta del Sol.

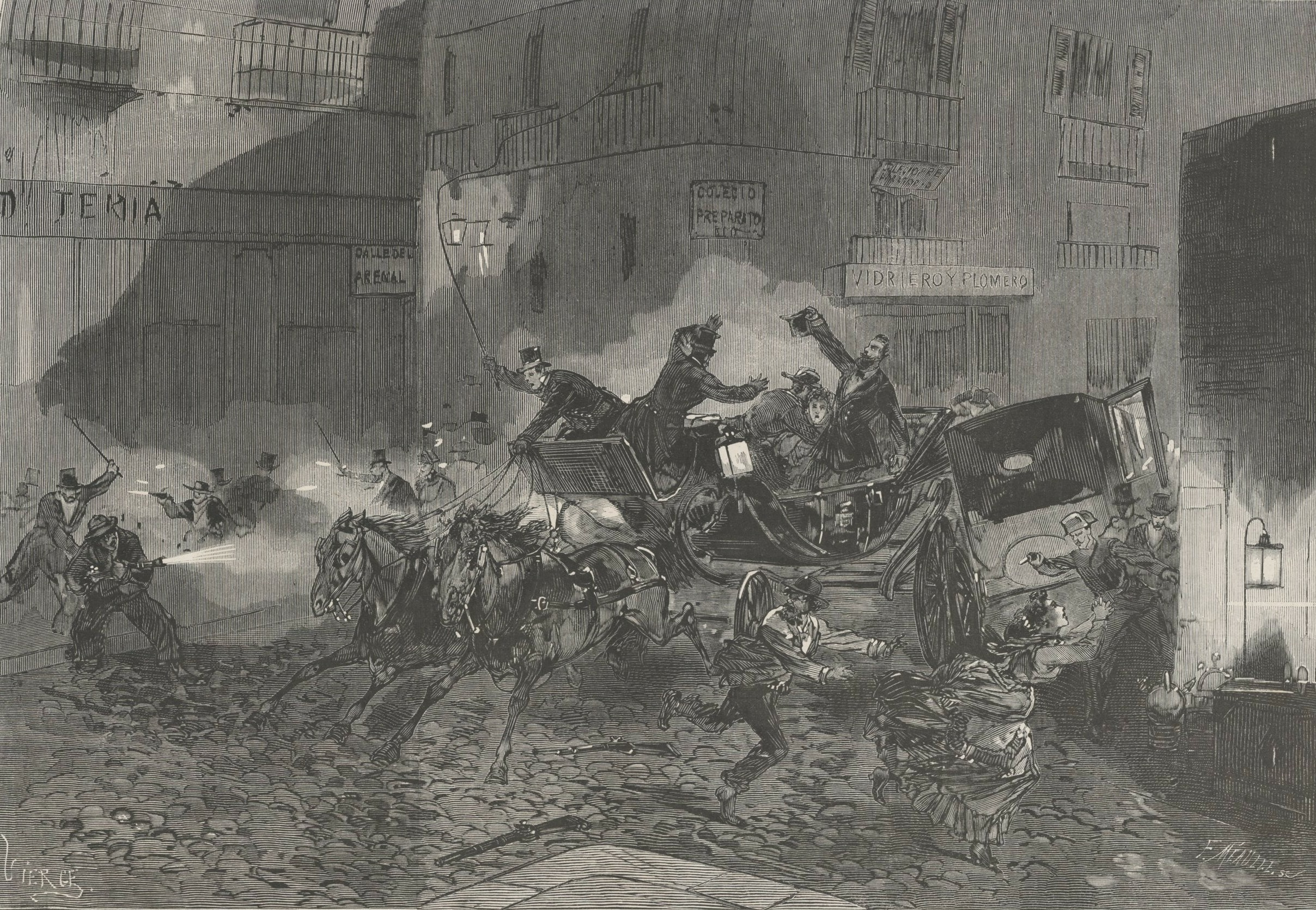
Intento de asesinato el 18 de julio de 1872 en Madrid

Una vez el carruaje descubierto cruzó la Puerta del Sol, alrededor de las doce de la noche, enfiló cuesta abajo la célebre calle Arenal. Fue cerca de la actual plaza de Ópera donde varios hombres hicieron fuego tres veces contra el matrimonio con trabucos y revólveres. El brigadier Burgos cubrió a la reina con su cuerpo, mientras que la respuesta de Amadeo I fue la de ponerse en pie mientras el cochero salía a galope hacia el Palacio Real.
De los cuatro atacantes que pudieron retener, uno de ellos murió a causa de tres disparos perpetrados por los agentes de orden público que se encontraban en las inmediaciones de la calle Arenal. Tenía alrededor de cincuenta años, vestía pobremente y nunca lo pudo llegar a identificar. Uno de los caballos que tiraba del carruaje de los consortes también murió al llegar al Palacio Real después de haber recibido tres impactos.
Una vez llegaron al Palacio Real y estuvieron a salvo, Amadeo I quiso salir nuevamente al lugar del ataque, pero los ruegos de las personas que se encontraban a su alrededor en ese momento evitaron la idea. Esa misma noche, a la una y media de la madrugada, el rey envió un telegrama a su padre, Víctor Manuel II de Italia, en el que le decía: 

Comunico a Vuestra Majestad que esta noche hemos sido objeto de un atentado. Gracias a Dios estamos a salvo.

Al día siguiente el rey se dirigió de nuevo a la calle del Arenal para inspeccionar el lugar. Ahí se le recibió por vítores y aplausos de entre los que se encontraban en el lugar. Todos los partidos, fueran de la ideología que fueran, al igual que los periódicos, condenaron el atentado. El periódico El Combate, de ideología republicana y federal, se pronunció:

Condenamos enérgicamente el asesinato, y declaramos con lealtad que, si la República no tuviera en España otro camino para ser poder que el camino del asesinato, renunciaríamos completamente a él, porque el crimen siempre será crimen anatematizado por las conciencias verdaderamente revolucionarias.

El atentado hizo que el rey ganara popularidad por momentos, aunque fuese pasajera.

#### Últimos meses de reinado

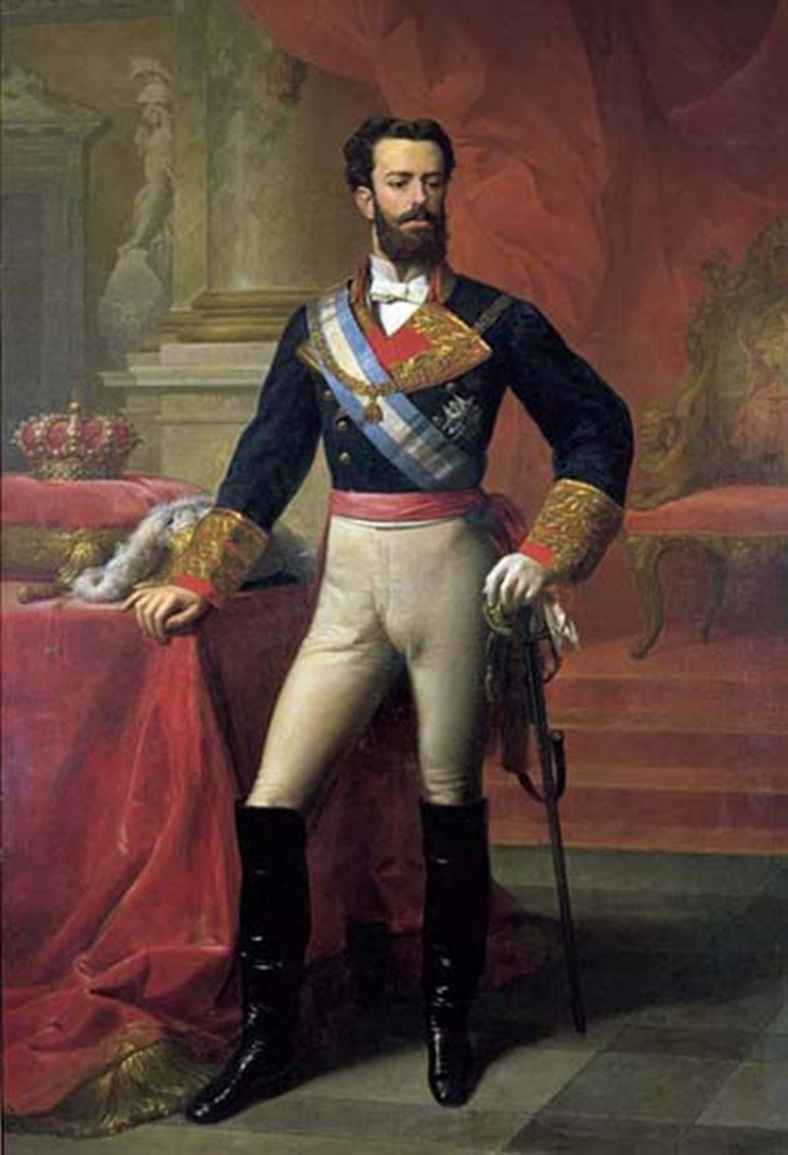
Retrato del rey Amadeo I de España, por Carlos Luis de Ribera y Fieve (Banco de España).

Tras el intento de asesinato contra su persona, Amadeo I declaraba su angustia ante las complicaciones de la política española «Ah, per Bacco, io non capisco niente. Siamo una gabbia di pazzi — No entiendo nada, esto es una jaula de locos». La situación no parecía mejorar, debido al estallido de la tercera guerra carlista y del recrudecimiento de la guerra de los Diez Años en Cuba. Además, al empezar 1873, la coalición gubernamental, presa de fuertes fricciones entre los partidos que la conformaban, se separó definitivamente, presentándose por separado a las elecciones.
La guinda la puso un conflicto entre Ruiz Zorrilla y el Cuerpo de Artilleros. El presidente había manifestado su decisión firme de disolver dicho organismo militar, bajo amenaza de dimitir, y el Ejército propuso a Amadeo I que prescindiera de las Cortes y gobernara de manera autoritaria.
La tradición madrileña asegura que al mediodía del 11 de febrero de 1873 le comunicaron al rey Amadeo I su «despido» mientras esperaba su comida en el restaurante del café de Fornos; de inmediato, anuló el pedido, pidió una grappa, recogió a su familia, renunció al trono y, sin esperar la autorización de los diputados (según exigía el artículo 74.7 de la Constitución de 1869), se refugió en la embajada italiana.
Amadeo escribió su mensaje de renuncia, que leyó su esposa. No lo dirigió al presidente del Consejo de Ministros, sino a la representación de la Nación. Decía así:

Al Congreso:
Grande fue la honra que merecí a la Nación española eligiéndome para ocupar
su Trono; honra tanto más por mí apreciada, cuanto que se me ofrecía rodeada de las
dificultades y peligros que lleva consigo la empresa de gobernar un país tan
hondamente perturbado.
Alentado, sin embargo, por la resolución propia de mi raza, que antes busca que
esquiva el peligro; decidido a inspirarme únicamente en el bien del país, y a colocarme
por cima de todos los partidos; resuelto a cumplir religiosamente el juramento por mí
prometido a las Cortes Constituyentes, y pronto a hacer todo linaje de sacrificios que
dar a este valeroso pueblo la paz que necesita, la libertad que merece y la grandeza a
que su gloriosa historia y la virtud y constancia de sus hijos le dan derecho, creía que la
corta experiencia de mi vida en el arte de mandar sería suplida por la lealtad de mi
carácter y que hallaría poderosa ayuda para conjurar los peligros y vencer las
dificultades que no se ocultaban a mi vista en las simpatías de todos los españoles,
amantes de su patria, deseosos ya de poner término a las sangrientas y estériles luchas
que hace tanto tiempo desgarran sus entrañas.
Conozco que me engañó mi buen deseo. Dos largos años ha que ciño la Corona
de España, y la España vive en constante lucha, viendo cada día más lejana la era de
paz y de ventura que tan ardientemente anhelo.
Si fueran extranjeros los enemigos de su dicha, entonces, al frente de estos
soldados, tan valientes como sufridos, sería el primero en combatirlos; pero todos los
que con la espada, con la pluma, con la palabra agravan y perpetúan los males de la
Nación son españoles, todos invocan el dulce nombre de la Patria, todos pelean y se
agitan por su bien; y entre el fragor del combate, entre el confuso, atronador y
contradictorio clamor de los partidos, entre tantas y tan opuestas manifestaciones de la
opinión pública, es imposible atinar cuál es la verdadera, y más imposible todavía
hallar el remedio para tamaños males.
Lo he buscado ávidamente dentro de la ley y no lo he hallado. Fuera de la ley
no ha de buscarlo quien prometió observarla.
Nadie achacará a flaqueza de ánimo mi resolución. No habría peligro que me
moviera a desceñirme la Corona si creyera que la llevaba en mis sienes para bien de los
españoles; ni causó mella en mi ánimo el que corrió la vida de mi augusta esposa, que
en este solemne momento manifiesta, como yo, el vivo deseo de que en su día se
indulte a los autores de aquel atentado.
Pero tengo hoy la firmísima convicción de que serían estériles mis esfuerzos e
irrealizables mis propósitos.
Éstas son, señores diputados, las razones que me mueven a devolver a la
Nación, y en su nombre a vosotros, la Corona que me ofreció el voto nacional,
haciendo de ella renuncia por mí, por mis hijos y sucesores.
Estad seguros de que al desprenderme de la Corona no me desprendo del amor
a esta España tan noble como desgraciada, y de que no llevo otro pesar que el de no
haberme sido posible procurarle todo el bien que mi leal corazón para ella apetecía.
Amadeo.
Palacio de Madrid a 11 de febrero de 1873.
BOLAÑOS MEJÍAS, Carmen: El reinado de Amadeo de Saboya y la
monarquía constitucional. Madrid, UNED, 1999, pp. 238-239.

Ese mismo día, Congreso y Senado se reunieron en sesión conjunta a deliberar (contraviniendo el artículo 47 de la Constitución). Emilio Castelar redactó la respuesta de la Asamblea Nacional al mensaje de renuncia de la Corona.

Señor:
Las Cortes soberanas de la Nación española han oído con religioso respeto el
elocuente mensaje de V.M., en cuyas caballerosas palabras de rectitud, de honradez, de
lealtad, han visto un nuevo testimonio de las altas prendas de inteligencia y de carácter
que enaltecen a V.M. y del amor acendrado a ésta su segunda Patria, la cual, generosa
y valiente, enamorada de su dignidad hasta la superstición y de su independencia hasta
el heroísmo, no puede olvidar, no, que V.M. ha sido jefe del Estado, personificación de
su soberanía, autoridad primera dentro de sus leyes, y no puede desconocer que
honrando y enalteciendo a V.M. se honra y se enaltece a sí misma.
Señor, las Cortes han sido fieles al mandato que traían de sus electores y
guardadoras de la legalidad que hallaron establecida por la voluntad de la Nación por
la Asamblea Constituyente. En todos sus actos, en todas sus decisiones, las Cortes se
contuvieron dentro del límite de sus prerrogativas, y respetaron la autoridad de V.M. y
los derechos que por nuestro pacto constitucional a V.M. competían. Proclamando esto
muy alto y muy claro, para que nunca recaiga sobre su nombre la responsabilidad de
este conflicto que aceptamos con dolor, pero que resolveremos con energía, las Cortes
declaran unánimemente que V.M. ha sido fiel, fidelísimo guardador de los respetos
debidos a las Cámaras; fiel, fidelísimo guardador de los juramentos prestados en el
instante en que aceptó V.M. de las manos del pueblo la Corona de España. Mérito
glorioso, gloriosísimo en esta época de ambiciones y de dictaduras, en que los golpes
de Estado y las prerrogativas de la autoridad absoluta atraen a los más humildes no
ceder a sus tentaciones desde las inaccesibles alturas del Trono, a que sólo llegan
algunos pocos privilegiados de la tierra.
Bien puede V.M. decir en el silencio de su retiro, en el seno de su hermosa
Patria, en el hogar de su familia, que, si algún humano fuera capaz de atajar el curso
incontrastable de los acontecimientos, S.M., con su educación constitucional, con su
respeto al derecho constituido, los hubiera completa y absolutamente atajado. Las
Cortes, penetradas de tal verdad, hubieran hecho, a estar en sus manos, los mayores
sacrificios para conseguir que V.M. desistiera de su resolución y retirase su renuncia.
Pero el conocimiento que tienen del inquebrantable carácter de V.M.; la justicia que
hacen a la madurez de sus ideas y a la perseverancia de sus propósitos, impiden a las
Cortes rogar a V.M. que vuelva sobre su acuerdo, y las deciden a notificarle que han
asumido en sí el Poder supremo y la soberanía de la Nación para proveer, en
circunstancias tan críticas y con la rapidez que aconseja lo grave del peligro y lo
supremo de la situación, a salvar la democracia, que es la base de nuestra política, la
libertad, que es el alma de nuestro derecho, la Nación, que es nuestra inmortal y
cariñosa madre, por la cual estamos todos decididos a sacrificar sin esfuerzo no sólo
nuestras individuales ideas, sino también nuestro nombre y nuestra existencia.
En circunstancias más difíciles se hallaron nuestros padres a principios de siglo
y supieron vencerlas inspirándose en estas líneas y en estos sentimientos. Abandonados
por sus Reyes, invadido el suelo patrio por extrañas huestes, amenazado de aquel genio
ilustre que parecía tener en sí el secreto de la destrucción y la guerra, confinadas las
Cortes en una isla donde parecía que se acababa la Nación, no solamente salvaron la
Patria y escribieron la epopeya de la independencia, sino que crearon sobre las ruinas
dispersas de las sociedades antiguas la nueva sociedad. Estas Cortes saben que la
Nación española no ha degenerado, y esperan no degenerar tampoco ellas mismas en
las austeras virtudes patrias que distinguieron a los fundadores de la libertad española.
Cuando los peligros estén conjurados; cuando los obstáculos estén vencidos;
cuando salgamos de las dificultades que trae consigo toda época de transición y de
crisis, el pueblo español, que mientras permanezca V.M. en su noble suelo ha de darle
todas las muestras de respeto, de lealtad, de consideración, porque V.M. se lo merece,
porque se lo merece su virtuosísima esposa, porque se lo merecen sus inocentes hijos,
no podrá ofrecer a V.M. una Corona en lo porvenir; pero le ofrecerá otra dignidad, la
dignidad de ciudadano en el seno de un pueblo independiente y libre.
Palacio de las Cortes, 11 de febrero de 1873.
FERNÁNDEZ-RÚA, José Luis: 1873. La primera república. Madrid,
Tebas, 1975, pp. 231-233.

A pesar de los intentos de Ruiz Zorrilla por pedir tiempo para convencer al monarca de que regresara, una alianza entre republicanos y parte de los radicales (mayoría) dio por válida la renuncia al trono. Esa misma tarde del 11 de febrero se proclamó la Primera República Española.
Durante su breve reinado apenas tuvo amigos o confidentes: su compatriota y secretario personal, el marqués Giuseppe Dragonetti-Gorgoni, o su ayudante, Emilio Díaz Moreu.

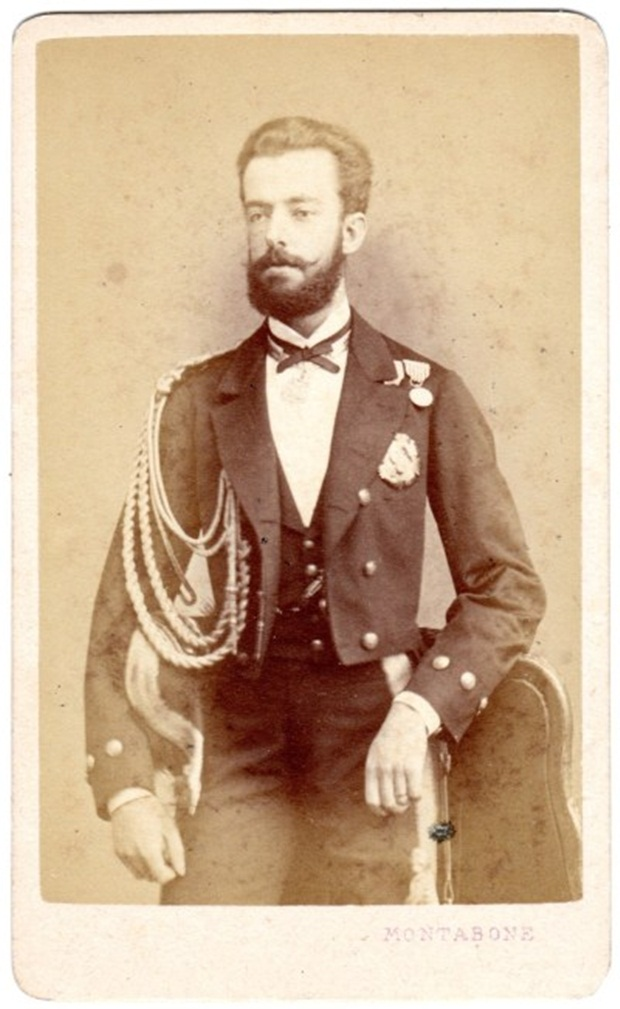
Amadeo de Saboya retratado por Luigi Montabone.

### Regreso a Italia
Totalmente disgustado, después de abdicar Amadeo se trasladó a Lisboa acompañado del jefe del gobierno y su último apoyo, Manuel Ruiz Zorrilla, y de allí regresó a Turín, su ciudad natal, donde fijó su residencia en el Palazzo Cisterna junto con su esposa y sus tres hijos. Allí retomó el título de duque de Aosta, sin ocupar ningún cargo político.
En 1876 su esposa María Victoria caería enferma de tuberculosis, enfermedad que le causó la muerte el 8 de noviembre de 1876. En los años siguientes el duque ocupó cargos de representación bajo el reinado de su hermano, quien se convirtió en 1878 en rey de Italia con el nombre de Humberto I .
Tras doce años de viudez, el 11 de septiembre de 1888 contrajo matrimonio en Turín con la princesa francesa María Leticia Bonaparte (París, 20 de noviembre de 1866-Moncalieri, 25 de octubre de 1926), su sobrina e hija de su hermana María Clotilde de Saboya, con quien tuvo un hijo único.

### Muerte y legado
Dos años después de contraer su segundo matrimonio, a la edad de 44 años, Amadeo I murió de neumonía el 18 de enero de 1890. Su cuerpo descansa en la cripta real de la basílica de Superga, en las colinas a las afueras de Turín. Su amigo Puccini compuso en su memoria la famosa elegía para el cuarteto de cuerdas Crisantemi.
Amadeo dio su nombre al lago Amadeus en el centro de Australia. Entre las escuelas que llevan su nombre, desde el año de su muerte, y aún en funcionamiento, la escuela secundaria clásica estatal Amedeo di Savoia en Tívoli es digna de mención. La ciudad de Turín le dedicó una calle céntrica y un hospital especializado en enfermedades infecciosas.

Uno de los nietos de Amadeo, Aimón, reinaría brevemente en Croacia entre 1941 y 1943 como Tomislav II.

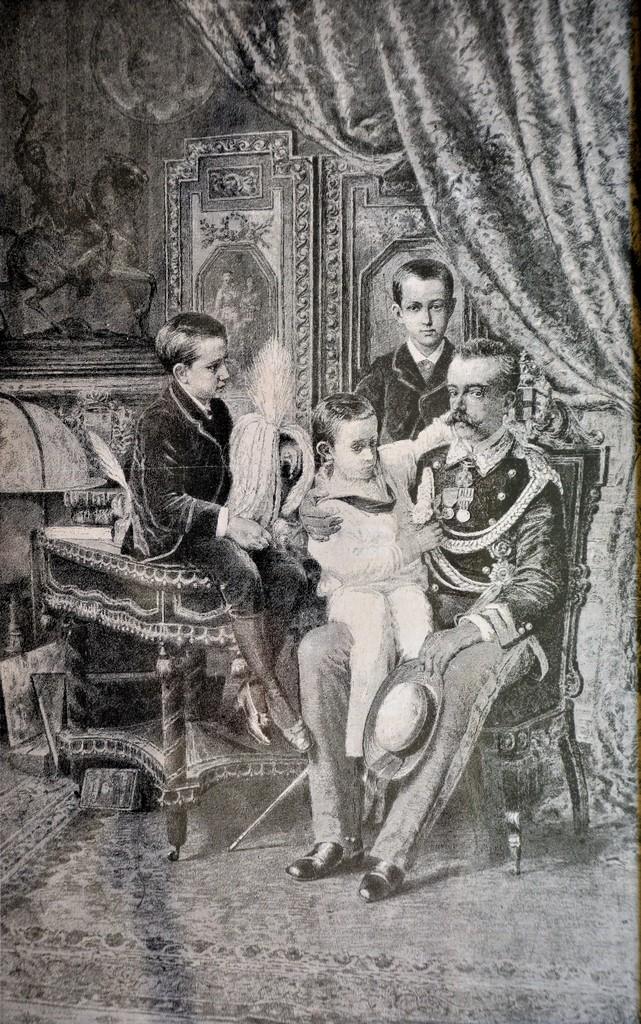
Amadeo con sus hijos (1880), de Giacomo Di Chirico.

## Descendencia
Del primer matrimonio con la princesa María Victoria dal Pozzo della Cisterna nacieron tres hijos:
- Manuel Filiberto de Saboya-Aosta, II duque de Aosta (Génova, 13 de enero de 1869-Turín, 4 de julio de 1931)
- Víctor Manuel de Saboya-Aosta, I conde de Turín (Turín, 24 de noviembre de 1870-Bruselas, 19 de octubre de 1946)
- Luis Amadeo de Saboya-Aosta, I duque de los Abruzos (Madrid, 29 de enero de 1873-Jowhar, Somalia italiana, 18 de marzo de 1933)

Del segundo matrimonio con la princesa María Leticia Bonaparte nació un niño:
- Humberto de Saboya-Aosta, I conde de Salemi (Turín, 22 de junio de 1889-Crespano del Grappa, 19 de octubre de 1918).

## Valoración
El conde de Romanones a principios del siglo XX lo retrató así:

De frente espaciosa y algo prominente, encuadrada por rizada cabellera; los ojos negros, de mirar inexpresivo; gruesos labios, recia y blanca la dentadura, la barba cerrada, disimulando el prognatismo de los Habsburgo... En lo moral, no ofrecía rasgo alguno sobresaliente, salvo su valor personal bien probado, exento de ambición, ferviente católico, habiendo heredado de su padre una inclinación apasionada por las hijas de Eva.

El escritor Eslava Galán en su Historia de España contada para escépticos de 1995 describe así la figura de Amadeo:

Presencia tenía Amadeo, y embutido en su uniforme, con los bordados y las charreteras, parecía un figurín, pero aparte de la presencia era hombre de escasas luces y, lo peor de todo, peligrosamente gafe.

Lo que no se puede objetar es que no estuviera por agradar. En un paseo en carroza por Madrid, el secretario y cicerone que lo acompañaba le indicó que pasaban cerca de la casa de Cervantes y él respondió sin inmutarse: “Aunque no haya venido a verme, iré pronto a saludarlo”. Para que se vea la maldad de la gente, basándose en este dato, algunos detractores propalan que era hombre de pocas letras. Cabría replicar que casi todos los reyes de España lo han sido y ello no les ha impedido reinar, pero además, en el caso de Amadeo, es falso, puesto que era muy aficionado a las novelas pornográficas francesas.

Corto espacio dedicado a la tragedia de un hombre que fue llamado para ser rey de un país en el que ninguno de sus súbditos quiso concederle la menor oportunidad.
Eslava Galán (1995, p. 337)

## En la ficción
- En 2014 el director Luis Miñarro estrenó su largometraje titulado Stella cadente (Estrella fugaz), basada en la vida de los reyes Amadeo y María Victoria de España. El papel de Amadeo fue interpretado por el actor Àlex Brendemühl.[22][23]

## Títulos y tratamientos
| ● 30 de mayo de 1845-1 de febrero de 1871:    | Su alteza real el duque de Aosta |
| ● 1 de febrero de 1871-11 de febrero de 1873: | Su majestad el rey de España     |
| ● 11 de febrero de 1873-18 de enero de 1890:  | Su alteza real el duque de Aosta |

## Distinciones honoríficas

### Militar
- Medalla de Oro al Valor Militar (Italia)
- Medalla conmemorativa de la Unificación Italiana (Italia)
- Medalla Conmemorativa de la Campaña de la Guerra de la Independencia (Italia)

### Órdenes
- Gran maestre de la Insigne Orden del Toisón de Oro "de facto" (España, 1870)
- Gran maestre de la Real y Distinguida Orden de Carlos III (España, 1870)
- Gran maestre de la Real Orden de Isabel la Católica (España, 1870)
- Gran maestre de la Orden del Mérito Militar (España, 1870)
- Gran maestre de la Real y Militar Orden de San Fernando (España, 1870)
- Gran maestre de la Orden de San Hermenegildo (España, 1870)
- Maestre de la Orden de Montesa (España, 1870)
- Maestre de la Orden de Alcántara (España, 1870)
- Maestre de la Orden de Calatrava (España, 1870)
- Maestre de la Orden de Santiago (España, 1870)
- Caballero de la Suprema Orden de la Santísima Anunciación (Italia, 1862)
- Caballero Gran Cruz de la Orden de los Santos Mauricio y Lázaro (Italia, 1862)
- Caballero de la Orden del Elefante (Dinamarca, 1863)
- Caballero de la Nobilísima Orden de la Jarretera (Reino Unido)
- Caballero de la Orden del Águila Negra (Prusia)
- Caballero de la Orden de San Huberto (Baviera)

## Ancestros
| \| \| \| \| \| \| \| \| \| \| \| \| \| \| \| \| \| \| \| \| 16. Víctor Amadeo II, V príncipe de Carignano \| \| \| \| \| \| \| \| \| \| \| \| \| \| \| \| \| \| \| \| \| \| \| \| \| \| \| \| \| \| \| \| \| \| \| \| \| \| \| \| \| \| \| \| \| \| \| \| \| \| \| \| \| \| 8. Carlos Manuel de Saboya, VI príncipe de Carignano \| \| \| \| \| \| \| \| \| \| \| \| \| \| \| \| \| \| \| \| \| \| \| \| \| \| \| \| \| \| \| \| \| \| \| \| \| \| \| \| \| \| \| \| \| \| \| \| \| \| \| \| \| \| 17. Princesa Josefina Teresa de Lorena \| \| \| \| \| \| \| \| \| \| \| \| \| \| \| \| \| \| \| \| \| \| \| \| \| \| \| \| \| \| \| \| \| \| \| \| \| \| \| \| \| \| \| \| \| \| \| \| \| \| \| \| \| \| 4. Rey Carlos Alberto de Cerdeña \| \| \| \| \| \| \| \| \| \| \| \| \| \| \| \| \| \| \| \| \| \| \| \| \| \| \| \| \| \| \| \| \| \| \| \| \| \| \| \| \| \| \| \| \| \| \| \| \| \| \| \| \| \| 18. Príncipe Carlos de Sajonia, Duque de Curlandia \| \| \| \| \| \| \| \| \| \| \| \| \| \| \| \| \| \| \| \| \| \| \| \| \| \| \| \| \| \| \| \| \| \| \| \| \| \| \| \| \| \| \| \| \| \| \| \| \| \| \| \| \| \| 9. Princesa María Cristina de Sajonia \| \| \| \| \| \| \| \| \| \| \| \| \| \| \| \| \| \| \| \| \| \| \| \| \| \| \| \| \| \| \| \| \| \| \| \| \| \| \| \| \| \| \| \| \| \| \| \| \| \| \| \| \| \| 19. Condesa Francisca Corvin-Krasińska \| \| \| \| \| \| \| \| \| \| \| \| \| \| \| \| \| \| \| \| \| \| \| \| \| \| \| \| \| \| \| \| \| \| \| \| \| \| \| \| \| \| \| \| \| \| \| \| \| \| \| \| \| \| 2. Rey Víctor Manuel II de Italia \| \| \| \| \| \| \| \| \| \| \| \| \| \| \| \| \| \| \| \| \| \| \| \| \| \| \| \| \| \| \| \| \| \| \| \| \| \| \| \| \| \| \| \| \| \| \| \| \| \| \| \| \| \| 20. Emperador Leopoldo II del Sacro Imperio Romano Germánico (= 12) \| \| \| \| \| \| \| \| \| \| \| \| \| \| \| \| \| \| \| \| \| \| \| \| \| \| \| \| \| \| \| \| \| \| \| \| \| \| \| \| \| \| \| \| \| \| \| \| \| \| \| \| \| \| 10. Gran duque Fernando III de Toscana \| \| \| \| \| \| \| \| \| \| \| \| \| \| \| \| \| \| \| \| \| \| \| \| \| \| \| \| \| \| \| \| \| \| \| \| \| \| \| \| \| \| \| \| \| \| \| \| \| \| \| \| \| \| 21. Infanta María Luisa de Borbón (= 13) \| \| \| \| \| \| \| \| \| \| \| \| \| \| \| \| \| \| \| \| \| \| \| \| \| \| \| \| \| \| \| \| \| \| \| \| \| \| \| \| \| \| \| \| \| \| \| \| \| \| \| \| \| \| 5. Princesa María Teresa de Toscana \| \| \| \| \| \| \| \| \| \| \| \| \| \| \| \| \| \| \| \| \| \| \| \| \| \| \| \| \| \| \| \| \| \| \| \| \| \| \| \| \| \| \| \| \| \| \| \| \| \| \| \| \| \| 22. Rey Fernando I de las Dos Sicilias \| \| \| \| \| \| \| \| \| \| \| \| \| \| \| \| \| \| \| \| \| \| \| \| \| \| \| \| \| \| \| \| \| \| \| \| \| \| \| \| \| \| \| \| \| \| \| \| \| \| \| \| \| \| 11. Princesa Luisa de Borbón-Dos Sicilias \| \| \| \| \| \| \| \| \| \| \| \| \| \| \| \| \| \| \| \| \| \| \| \| \| \| \| \| \| \| \| \| \| \| \| \| \| \| \| \| \| \| \| \| \| \| \| \| \| \| \| \| \| \| 23. Archiduquesa María Carolina de Austria \| \| \| \| \| \| \| \| \| \| \| \| \| \| \| \| \| \| \| \| \| \| \| \| \| \| \| \| \| \| \| \| \| \| \| \| \| \| \| \| \| \| \| \| \| \| \| \| \| \| \| \| \| \| 1. Amadeo I de España \| \| \| \| \| \| \| \| \| \| \| \| \| \| \| \| \| \| \| \| \| \| \| \| \| \| \| \| \| \| \| \| \| \| \| \| \| \| \| \| \| \| \| \| \| \| \| \| \| \| \| \| \| \| 24. Emperador Francisco I del Sacro Imperio Romano Germánico \| \| \| \| \| \| \| \| \| \| \| \| \| \| \| \| \| \| \| \| \| \| \| \| \| \| \| \| \| \| \| \| \| \| \| \| \| \| \| \| \| \| \| \| \| \| \| \| \| \| \| \| \| \| 12. Emperador Leopoldo II del Sacro Imperio Romano Germánico \| \| \| \| \| \| \| \| \| \| \| \| \| \| \| \| \| \| \| \| \| \| \| \| \| \| \| \| \| \| \| \| \| \| \| \| \| \| \| \| \| \| \| \| \| \| \| \| \| \| \| \| \| \| 25. Archiduquesa María Teresa de Austria \| \| \| \| \| \| \| \| \| \| \| \| \| \| \| \| \| \| \| \| \| \| \| \| \| \| \| \| \| \| \| \| \| \| \| \| \| \| \| \| \| \| \| \| \| \| \| \| \| \| \| \| \| \| 6. Archiduque Raniero José de Austria \| \| \| \| \| \| \| \| \| \| \| \| \| \| \| \| \| \| \| \| \| \| \| \| \| \| \| \| \| \| \| \| \| \| \| \| \| \| \| \| \| \| \| \| \| \| \| \| \| \| \| \| \| \| 26. Rey Carlos III de España \| \| \| \| \| \| \| \| \| \| \| \| \| \| \| \| \| \| \| \| \| \| \| \| \| \| \| \| \| \| \| \| \| \| \| \| \| \| \| \| \| \| \| \| \| \| \| \| \| \| \| \| \| \| 13. Infanta María Luisa de Borbón \| \| \| \| \| \| \| \| \| \| \| \| \| \| \| \| \| \| \| \| \| \| \| \| \| \| \| \| \| \| \| \| \| \| \| \| \| \| \| \| \| \| \| \| \| \| \| \| \| \| \| \| \| \| 27. Princesa María Amalia de Sajonia \| \| \| \| \| \| \| \| \| \| \| \| \| \| \| \| \| \| \| \| \| \| \| \| \| \| \| \| \| \| \| \| \| \| \| \| \| \| \| \| \| \| \| \| \| \| \| \| \| \| \| \| \| \| 3. Archiduquesa María Adelaida de Habsburgo-Lorena \| \| \| \| \| \| \| \| \| \| \| \| \| \| \| \| \| \| \| \| \| \| \| \| \| \| \| \| \| \| \| \| \| \| \| \| \| \| \| \| \| \| \| \| \| \| \| \| \| \| \| \| \| \| 28. Víctor Amadeo II, V príncipe de Carignano (= 16) \| \| \| \| \| \| \| \| \| \| \| \| \| \| \| \| \| \| \| \| \| \| \| \| \| \| \| \| \| \| \| \| \| \| \| \| \| \| \| \| \| \| \| \| \| \| \| \| \| \| \| \| \| \| 14. Carlos Manuel de Saboya, VI príncipe de Carignano (= 8) \| \| \| \| \| \| \| \| \| \| \| \| \| \| \| \| \| \| \| \| \| \| \| \| \| \| \| \| \| \| \| \| \| \| \| \| \| \| \| \| \| \| \| \| \| \| \| \| \| \| \| \| \| \| 29. Princesa Josefina Teresa de Lorena (= 17) \| \| \| \| \| \| \| \| \| \| \| \| \| \| \| \| \| \| \| \| \| \| \| \| \| \| \| \| \| \| \| \| \| \| \| \| \| \| \| \| \| \| \| \| \| \| \| \| \| \| \| \| \| \| 7. Princesa María Isabel de Saboya-Carignano \| \| \| \| \| \| \| \| \| \| \| \| \| \| \| \| \| \| \| \| \| \| \| \| \| \| \| \| \| \| \| \| \| \| \| \| \| \| \| \| \| \| \| \| \| \| \| \| \| \| \| \| \| \| 30. Príncipe Carlos de Sajonia, duque de Curlandia (= 18) \| \| \| \| \| \| \| \| \| \| \| \| \| \| \| \| \| \| \| \| \| \| \| \| \| \| \| \| \| \| \| \| \| \| \| \| \| \| \| \| \| \| \| \| \| \| \| \| \| \| \| \| \| \| 15. Princesa María Cristina de Sajonia (= 9) \| \| \| \| \| \| \| \| \| \| \| \| \| \| \| \| \| \| \| \| \| \| \| \| \| \| \| \| \| \| \| \| \| \| \| \| \| \| \| \| \| \| \| \| \| \| \| \| \| \| \| \| \| \| 31. Condesa Francisca Corvin-Krasińska (= 19) \| \| \| \| \| \| \| \| \| \| \| \| \| \| \| \| \| \| \| \| \| \| \| \| \| \| \| \| \| \| \| \| \| \| \| \| \| \| \| \| \| \| \| \| \| \| \| \| \| \| \| \| |                                                                     |  |  |  |  |  |  |  |  |  |  |  |  |  |  |  |
| |                                                                     |  |  |  |  |  |  |  |  |  |  |  |  |  |  |  |
| | 16. Víctor Amadeo II, V príncipe de Carignano                       |  |  |  |  |  |  |  |  |  |  |  |  |  |  |  |
| |                                                                     |  |  |  |  |  |  |  |  |  |  |  |  |  |  |  |
| |                                                                     |  |  |  |  |  |  |  |  |  |  |  |  |  |  |  |
| | 8. Carlos Manuel de Saboya, VI príncipe de Carignano                |  |  |  |  |  |  |  |  |  |  |  |  |  |  |  |
| |                                                                     |  |  |  |  |  |  |  |  |  |  |  |  |  |  |  |
| |                                                                     |  |  |  |  |  |  |  |  |  |  |  |  |  |  |  |
| | 17. Princesa Josefina Teresa de Lorena                              |  |  |  |  |  |  |  |  |  |  |  |  |  |  |  |
| |                                                                     |  |  |  |  |  |  |  |  |  |  |  |  |  |  |  |
| |                                                                     |  |  |  |  |  |  |  |  |  |  |  |  |  |  |  |
| | 4. Rey Carlos Alberto de Cerdeña                                    |  |  |  |  |  |  |  |  |  |  |  |  |  |  |  |
| |                                                                     |  |  |  |  |  |  |  |  |  |  |  |  |  |  |  |
| |                                                                     |  |  |  |  |  |  |  |  |  |  |  |  |  |  |  |
| | 18. Príncipe Carlos de Sajonia, Duque de Curlandia                  |  |  |  |  |  |  |  |  |  |  |  |  |  |  |  |
| |                                                                     |  |  |  |  |  |  |  |  |  |  |  |  |  |  |  |
| |                                                                     |  |  |  |  |  |  |  |  |  |  |  |  |  |  |  |
| | 9. Princesa María Cristina de Sajonia                               |  |  |  |  |  |  |  |  |  |  |  |  |  |  |  |
| |                                                                     |  |  |  |  |  |  |  |  |  |  |  |  |  |  |  |
| |                                                                     |  |  |  |  |  |  |  |  |  |  |  |  |  |  |  |
| | 19. Condesa Francisca Corvin-Krasińska                              |  |  |  |  |  |  |  |  |  |  |  |  |  |  |  |
| |                                                                     |  |  |  |  |  |  |  |  |  |  |  |  |  |  |  |
| |                                                                     |  |  |  |  |  |  |  |  |  |  |  |  |  |  |  |
| | 2. Rey Víctor Manuel II de Italia                                   |  |  |  |  |  |  |  |  |  |  |  |  |  |  |  |
| |                                                                     |  |  |  |  |  |  |  |  |  |  |  |  |  |  |  |
| |                                                                     |  |  |  |  |  |  |  |  |  |  |  |  |  |  |  |
| | 20. Emperador Leopoldo II del Sacro Imperio Romano Germánico (= 12) |  |  |  |  |  |  |  |  |  |  |  |  |  |  |  |
| |                                                                     |  |  |  |  |  |  |  |  |  |  |  |  |  |  |  |
| |                                                                     |  |  |  |  |  |  |  |  |  |  |  |  |  |  |  |
| | 10. Gran duque Fernando III de Toscana                              |  |  |  |  |  |  |  |  |  |  |  |  |  |  |  |
| |                                                                     |  |  |  |  |  |  |  |  |  |  |  |  |  |  |  |
| |                                                                     |  |  |  |  |  |  |  |  |  |  |  |  |  |  |  |
| | 21. Infanta María Luisa de Borbón (= 13)                            |  |  |  |  |  |  |  |  |  |  |  |  |  |  |  |
| |                                                                     |  |  |  |  |  |  |  |  |  |  |  |  |  |  |  |
| |                                                                     |  |  |  |  |  |  |  |  |  |  |  |  |  |  |  |
| | 5. Princesa María Teresa de Toscana                                 |  |  |  |  |  |  |  |  |  |  |  |  |  |  |  |
| |                                                                     |  |  |  |  |  |  |  |  |  |  |  |  |  |  |  |
| |                                                                     |  |  |  |  |  |  |  |  |  |  |  |  |  |  |  |
| | 22. Rey Fernando I de las Dos Sicilias                              |  |  |  |  |  |  |  |  |  |  |  |  |  |  |  |
| |                                                                     |  |  |  |  |  |  |  |  |  |  |  |  |  |  |  |
| |                                                                     |  |  |  |  |  |  |  |  |  |  |  |  |  |  |  |
| | 11. Princesa Luisa de Borbón-Dos Sicilias                           |  |  |  |  |  |  |  |  |  |  |  |  |  |  |  |
| |                                                                     |  |  |  |  |  |  |  |  |  |  |  |  |  |  |  |
| |                                                                     |  |  |  |  |  |  |  |  |  |  |  |  |  |  |  |
| | 23. Archiduquesa María Carolina de Austria                          |  |  |  |  |  |  |  |  |  |  |  |  |  |  |  |
| |                                                                     |  |  |  |  |  |  |  |  |  |  |  |  |  |  |  |
| |                                                                     |  |  |  |  |  |  |  |  |  |  |  |  |  |  |  |
| | 1. Amadeo I de España                                               |  |  |  |  |  |  |  |  |  |  |  |  |  |  |  |
| |                                                                     |  |  |  |  |  |  |  |  |  |  |  |  |  |  |  |
| |                                                                     |  |  |  |  |  |  |  |  |  |  |  |  |  |  |  |
| | 24. Emperador Francisco I del Sacro Imperio Romano Germánico        |  |  |  |  |  |  |  |  |  |  |  |  |  |  |  |
| |                                                                     |  |  |  |  |  |  |  |  |  |  |  |  |  |  |  |
| |                                                                     |  |  |  |  |  |  |  |  |  |  |  |  |  |  |  |
| | 12. Emperador Leopoldo II del Sacro Imperio Romano Germánico        |  |  |  |  |  |  |  |  |  |  |  |  |  |  |  |
| |                                                                     |  |  |  |  |  |  |  |  |  |  |  |  |  |  |  |
| |                                                                     |  |  |  |  |  |  |  |  |  |  |  |  |  |  |  |
| | 25. Archiduquesa María Teresa de Austria                            |  |  |  |  |  |  |  |  |  |  |  |  |  |  |  |
| |                                                                     |  |  |  |  |  |  |  |  |  |  |  |  |  |  |  |
| |                                                                     |  |  |  |  |  |  |  |  |  |  |  |  |  |  |  |
| | 6. Archiduque Raniero José de Austria                               |  |  |  |  |  |  |  |  |  |  |  |  |  |  |  |
| |                                                                     |  |  |  |  |  |  |  |  |  |  |  |  |  |  |  |
| |                                                                     |  |  |  |  |  |  |  |  |  |  |  |  |  |  |  |
| | 26. Rey Carlos III de España                                        |  |  |  |  |  |  |  |  |  |  |  |  |  |  |  |
| |                                                                     |  |  |  |  |  |  |  |  |  |  |  |  |  |  |  |
| |                                                                     |  |  |  |  |  |  |  |  |  |  |  |  |  |  |  |
| | 13. Infanta María Luisa de Borbón                                   |  |  |  |  |  |  |  |  |  |  |  |  |  |  |  |
| |                                                                     |  |  |  |  |  |  |  |  |  |  |  |  |  |  |  |
| |                                                                     |  |  |  |  |  |  |  |  |  |  |  |  |  |  |  |
| | 27. Princesa María Amalia de Sajonia                                |  |  |  |  |  |  |  |  |  |  |  |  |  |  |  |
| |                                                                     |  |  |  |  |  |  |  |  |  |  |  |  |  |  |  |
| |                                                                     |  |  |  |  |  |  |  |  |  |  |  |  |  |  |  |
| | 3. Archiduquesa María Adelaida de Habsburgo-Lorena                  |  |  |  |  |  |  |  |  |  |  |  |  |  |  |  |
| |                                                                     |  |  |  |  |  |  |  |  |  |  |  |  |  |  |  |
| |                                                                     |  |  |  |  |  |  |  |  |  |  |  |  |  |  |  |
| | 28. Víctor Amadeo II, V príncipe de Carignano (= 16)                |  |  |  |  |  |  |  |  |  |  |  |  |  |  |  |
| |                                                                     |  |  |  |  |  |  |  |  |  |  |  |  |  |  |  |
| |                                                                     |  |  |  |  |  |  |  |  |  |  |  |  |  |  |  |
| | 14. Carlos Manuel de Saboya, VI príncipe de Carignano (= 8)         |  |  |  |  |  |  |  |  |  |  |  |  |  |  |  |
| |                                                                     |  |  |  |  |  |  |  |  |  |  |  |  |  |  |  |
| |                                                                     |  |  |  |  |  |  |  |  |  |  |  |  |  |  |  |
| | 29. Princesa Josefina Teresa de Lorena (= 17)                       |  |  |  |  |  |  |  |  |  |  |  |  |  |  |  |
| |                                                                     |  |  |  |  |  |  |  |  |  |  |  |  |  |  |  |
| |                                                                     |  |  |  |  |  |  |  |  |  |  |  |  |  |  |  |
| | 7. Princesa María Isabel de Saboya-Carignano                        |  |  |  |  |  |  |  |  |  |  |  |  |  |  |  |
| |                                                                     |  |  |  |  |  |  |  |  |  |  |  |  |  |  |  |
| |                                                                     |  |  |  |  |  |  |  |  |  |  |  |  |  |  |  |
| | 30. Príncipe Carlos de Sajonia, duque de Curlandia (= 18)           |  |  |  |  |  |  |  |  |  |  |  |  |  |  |  |
| |                                                                     |  |  |  |  |  |  |  |  |  |  |  |  |  |  |  |
| |                                                                     |  |  |  |  |  |  |  |  |  |  |  |  |  |  |  |
| | 15. Princesa María Cristina de Sajonia (= 9)                        |  |  |  |  |  |  |  |  |  |  |  |  |  |  |  |
| |                                                                     |  |  |  |  |  |  |  |  |  |  |  |  |  |  |  |
| |                                                                     |  |  |  |  |  |  |  |  |  |  |  |  |  |  |  |
| | 31. Condesa Francisca Corvin-Krasińska (= 19)                       |  |  |  |  |  |  |  |  |  |  |  |  |  |  |  |
| |                                                                     |  |  |  |  |  |  |  |  |  |  |  |  |  |  |  |
| |                                                                     |  |  |  |  |  |  |  |  |  |  |  |  |  |  |  |

### Ascendencia patrilineal
1. Humberto I, I conde de Saboya (hacia 980-1047)
2. Otón I, III conde de Saboya (1023-1057)
3. Amadeo II, V conde de Saboya (1046-1080)
4. Humberto II, VI conde de Saboya (1065-1103)
5. Amadeo III, VII conde de Saboya (1087-1148)
6. Humberto III, VIII conde de Saboya (1136-1189)
7. Tomás I, IX conde de Saboya (1177-1233)
8. Tomás II, XI conde de Saboya (1199-1259)
9. Amadeo V, XV conde de Saboya (1249-1323)
10. Aimón, XVII conde de Saboya (1291-1343)
11. Amadeo VI, XVIII conde de Saboya (1334-1383)
12. Amadeo VII, XIX conde de Saboya (1360-1391)
13. Amadeo VIII (antipapa Félix V), XX conde de Saboya, I duque de Saboya, príncipe de Piamonte (1383-1451)
14. Luis, II duque de Saboya, príncipe de Piamonte (1413-1465)
15. Felipe II, VII duque de Saboya, príncipe de Piamonte (1443-1497)
16. Carlos II, IX duque de Saboya, príncipe de Piamonte (1486-1553)
17. Manuel Filiberto I, X duque de Saboya, príncipe de Piamonte (1528-1580)
18. Carlos Manuel I, XI duque de Saboya, príncipe de Piamonte (1562-1630)
19. Tomás Francisco, I príncipe de Carignano (1596-1656)
20. Manuel Filiberto II, II príncipe de Carignano (1628-1709)
21. Víctor Amadeo I, III príncipe de Carignano (1690-1741)
22. Luis Víctor, IV príncipe de Carignano (1721-1778)
23. Víctor Amadeo II, V príncipe de Carignano (1743-1780)
24. Carlos Manuel, VI príncipe de Carignano (1770-1800)
25. Carlos Alberto, VII príncipe de Carignano y rey de Cerdeña (1798-1849)
26. Víctor Manuel II, rey de Cerdeña y rey de Italia (1820-1878)
27. Amadeo I, rey de España y I duque de Aosta (1845-1890)